# Parafia Matki Bożej Częstochowskiej w Żylinach
Parafia Matki Bożej Częstochowskiej w Żylinach – rzymskokatolicka parafia należąca do dekanatu Suwałki – Ducha Świętego, diecezji ełckiej.
Dnia 10 września 1927 biskup łomżyński Stanisław Łukomski, erygował parafię w Żylinach.
W latach po drugiej wojnie światowej proboszczem tej parafii był (od 27 czerwca 1970) represjonowany uprzednio przez władze reżimu komunistycznego w ZSRR – ksiądz Władysław Mieszczański (1918–2009) – wcześniej (od 10 sierpnia 1966) – proboszcz parafii w Smolnikach.
Dane parafii:

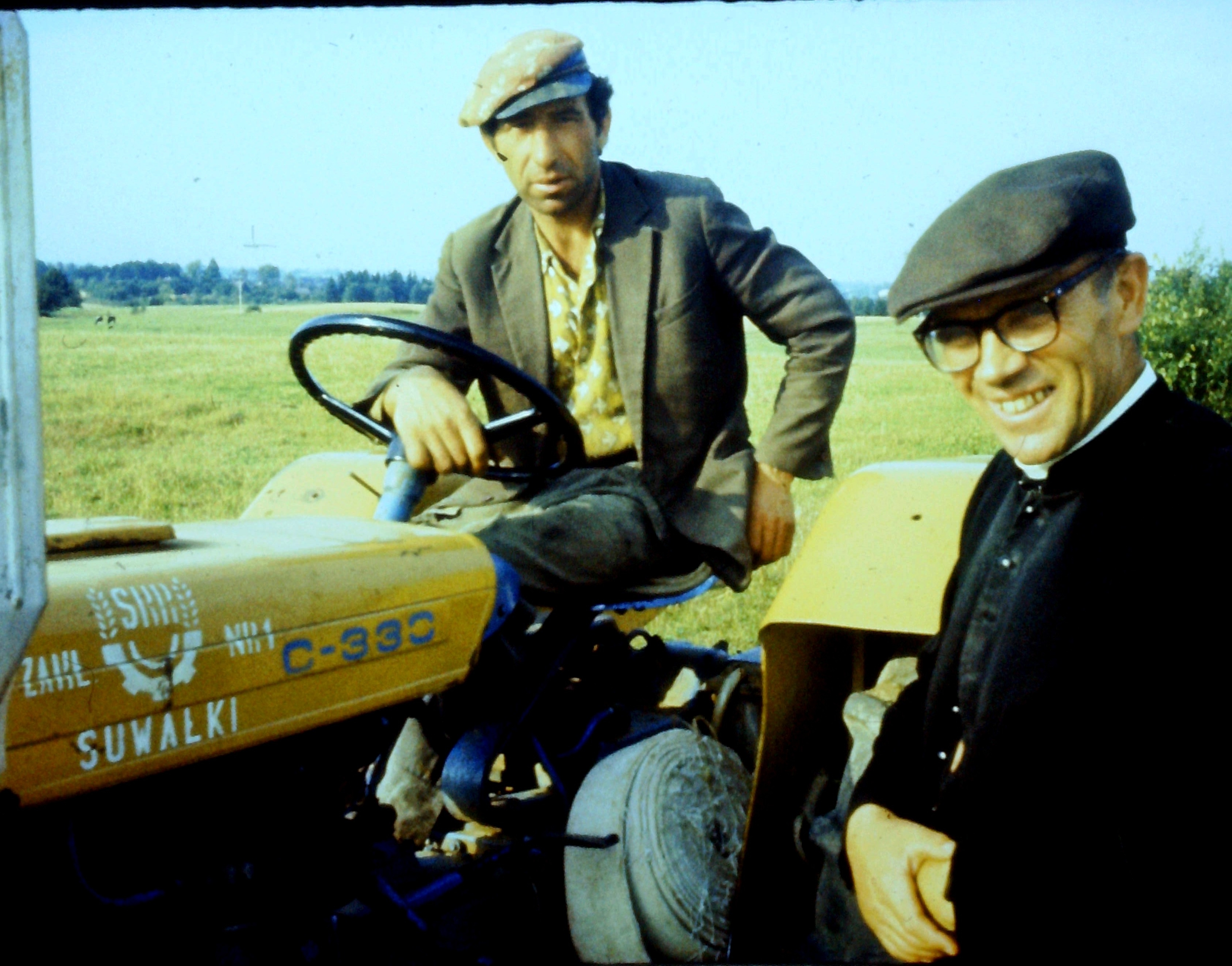
Ks. Władysław Mieszczański, w czasie rozmowy z traktorzystą, przy drodze polnej, w Żylinach, wrzesień 1976

- do parafii należą: Żyliny, Niemcowizna, Białe, Folwark, Kropiwne Nowe, Kropiwne Stare z gminy Suwałki, Aleksandrowo, Maryna, Orłowo, Płociczno, Podwólczanka, Sokołowo, dwie rodziny z Zajączkowa z gminy Bakałarzewo i Podwysokie z gminy Raczki.
- parafia liczyła (2023) około 670 wiernych.
- świątynie: kościół parafialny w Żylinach